# 위블 비즈
전기차를 대여해 이용하는 친환경 공유 서비스다.

## 상세
기업이나 기관이 정해진 업무시간 동안 전기차를 구독해 평일 업무시간에는 업무용으로 사용하고, 그 외 시간에는 개인이 출퇴근 또는 주말 레저용으로 차량을 대여해 이용할 수 있다. 차량은 모바일 앱을 통해 예약하고, 전용 주차 구역에서 픽업 및 반납한다. 또 차량 관리, 충전, 애플리케이션, IT 솔루션 서비스도 제공한다.

## 같이 보기
전기차
카셰어링
기아
현대자동차그룹